# Castillo de Miranda de Ebro
El castillo de Miranda de Ebro es una fortificación de origen medieval ubicada en la localidad burgalesa de Miranda de Ebro, España. En la actualidad parte de sus restos han sido recuperados y puestos en valor.

## Situación
El castillo de Miranda de Ebro se sitúa sobre el cerro de La Picota, en el corazón del casco antiguo de la ciudad. Tiene una altura que rebasa ligeramente los 500 m s. n. m., elevándose unos 45 m de altura respecto al cauce actual del río Ebro, del cual apenas dista 150 m. Las laderas que flanquean el cerro son, en general, suaves. No obstante, en el emplazamiento de la fortaleza se encuentra una zona relativamente escarpada, en concreto, un pequeño cortado localizado en la vertiente septentrional.
A pesar del escaso pronunciamiento de las laderas, el Cerro de La Picota constituye por sí solo una primera defensa natural. De hecho, la escasa altura que tiene la suple con el amplio campo visual que alcanza sobre la totalidad de la Cuenca de Miranda.

## Historia

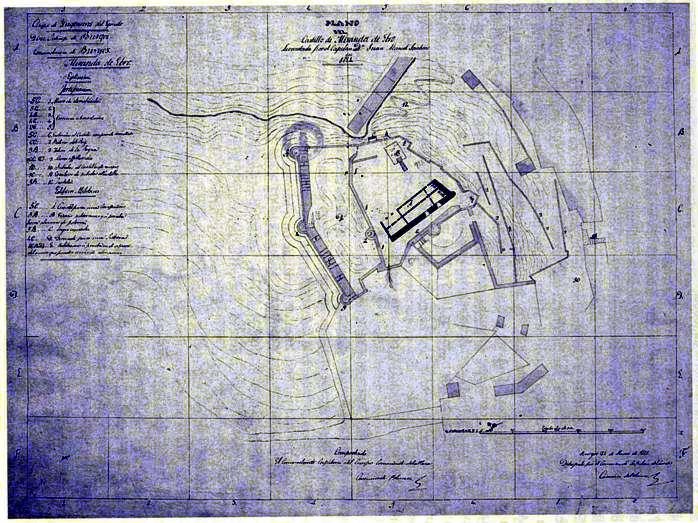
Plano del castillo de Miranda de Ebro en 1844.

Es probable que Miranda contase con una fortaleza desde la Alta Edad Media, tal y como atestiguan documentos como la Crónica de Alfonso III sobre las incursiones de Alfonso I y su hermano Fruela. Incluso la fortaleza aparece citada por primera vez entre las peticiones navarras hechas a Castilla en 1177.
Los orígenes del actual castillo de Miranda de Ebro datan del 15 de octubre de 1358, cuando el conde Don Tello, Señor de Vizcaya, solicitó al Obispado y Cabildo de Calahorra (Miranda pertenecía a dicho Obispado) la cesión del terreno donde estaba enclavada la primitiva iglesia de Santa María. La ubicación, cuya altura de cota supera los 500 m, era ideal para el levantamiento de una fortaleza, ya que dominaba perfectamente la villa. El Obispo de Calahorra dio su consentimiento, firmándose la escritura en Viana en octubre de 1358, aunque el traslado no se dio a Miranda hasta julio de 1374, tres años después de la muerte de Tello de Castilla. Sin embargo, las obras de construcción no se iniciaron hasta 1449, cuando Pedro Sarmiento, Señor de Salinas, ocupó la iglesia y, en contra del vecindario, comenzó la edificación del castillo. Las obras se demoraron hasta 1485 y estuvieron dirigidas por el experto cantero Juan Guas.

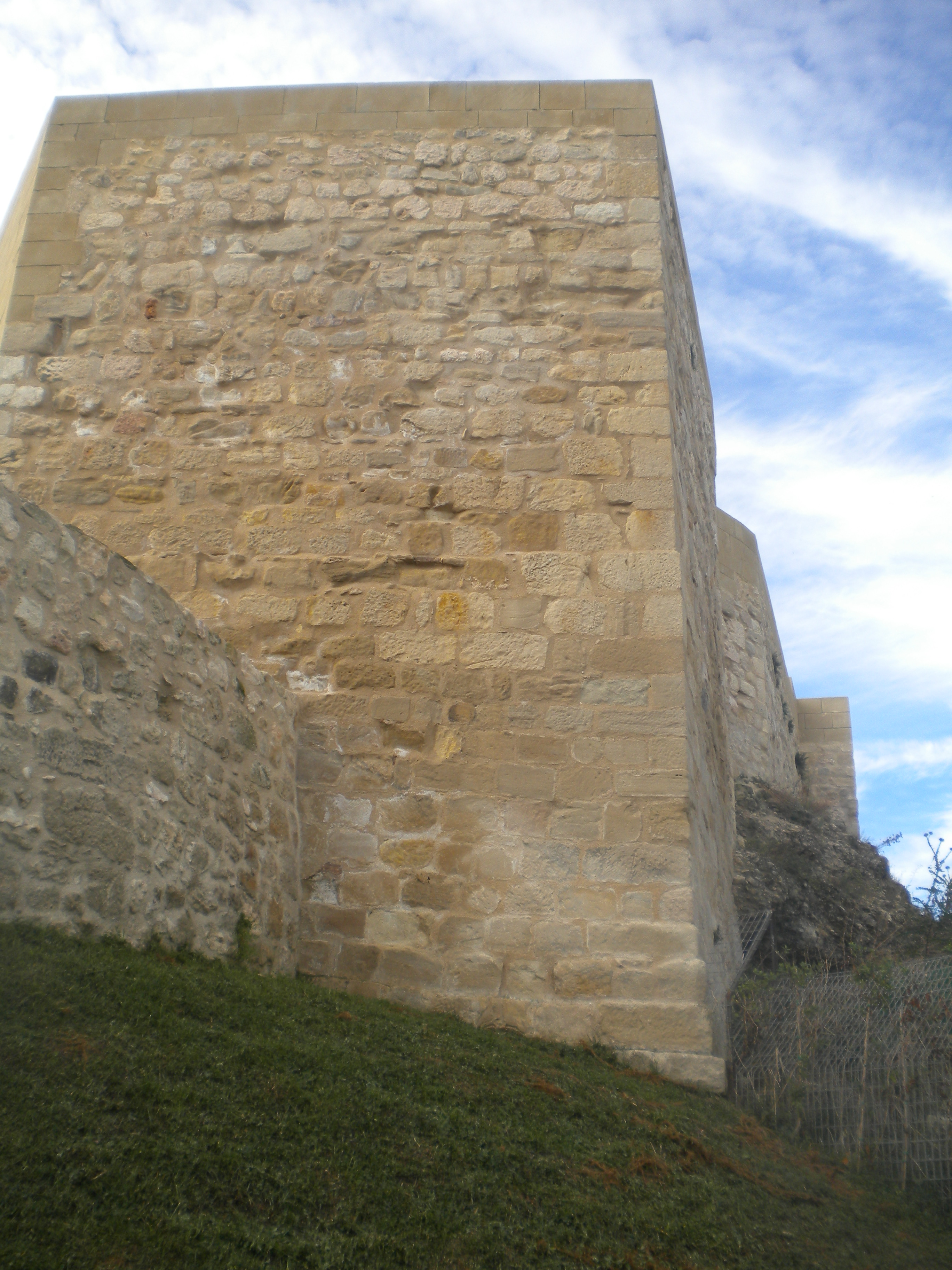
Batería del Rey

En 1493 Miranda de Ebro fue nuevamente incorporada al Señorío de Burgos por una sentencia de los Reyes Católicos. Aun así, la fortaleza seguiría perteneciendo a los
Condes de Salinas. La fortaleza, dejada en heredad por D. Diego Gómez Sarmiento tras su fallecimiento a inicios del siglo XVI, continuaría en posesión de su familia hasta el siglo XVIII, si bien de forma conjunta con los Duques de Híjar al haberse emparentado miembros de ambas familias. En 1772 el ayuntamiento de la ciudad consigue la titularidad del castillo tras largos pleitos con el duque de Híjar.
El hecho de que Miranda haya sido siempre un lugar fronterizo ha propiciado que el castillo haya sufrido las consecuencias de la guerra en numerosas ocasiones, teniendo que reformarlo habitualmente. Las últimas contiendas que la fortaleza presenció fueron la Guerra de la Independencia y las Guerras Carlistas, que lo dejan en situación de ruina. Quizá el acontecimiento más importante para la fortaleza ocurrió durante la Guerra de la Independencia Española, cuando el rey José Bonaparte firmó el decreto de utilización de la moneda francesa en España desde el castillo mirandés el día 5 de septiembre de 1808.

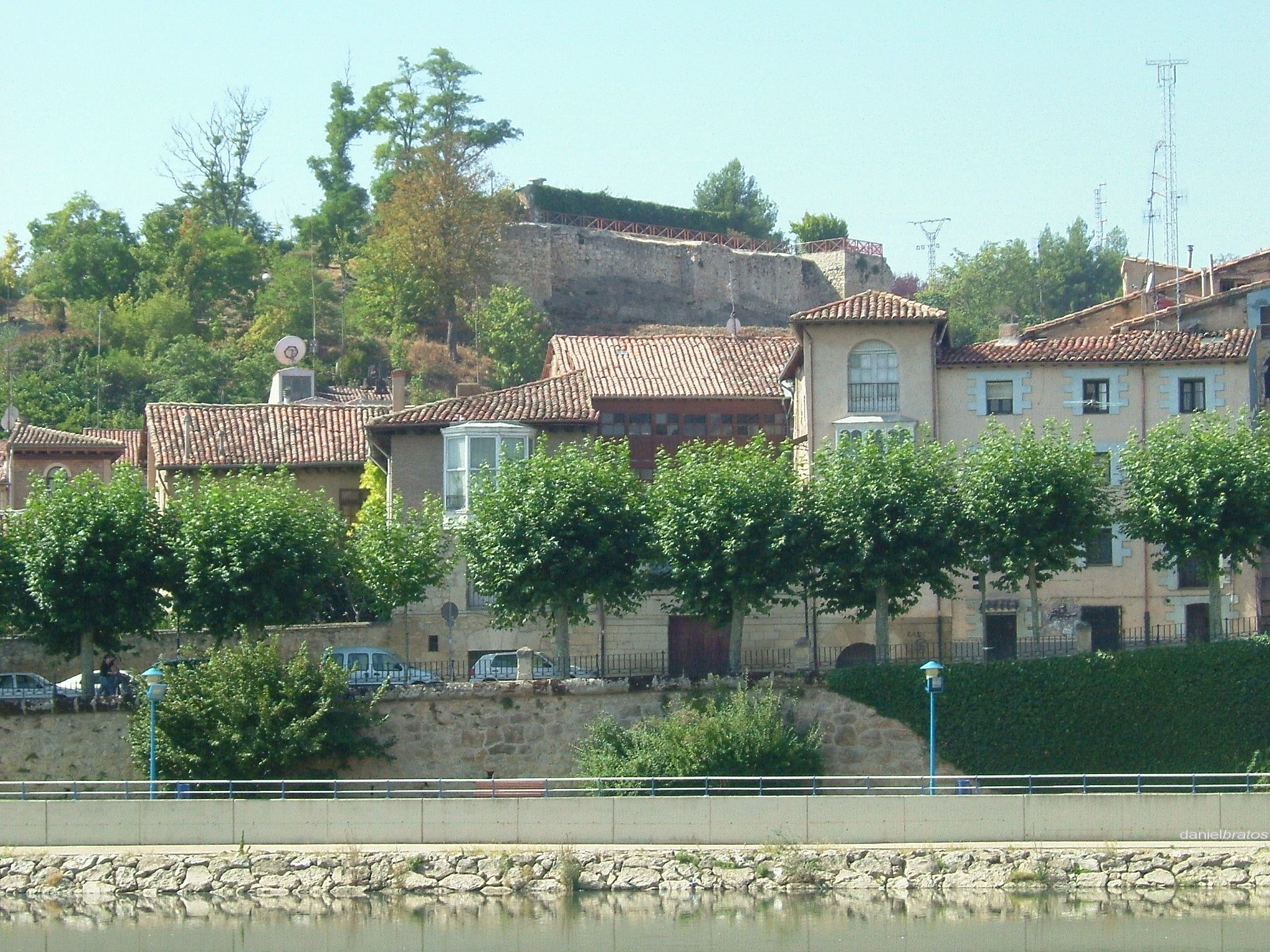
Aspecto del Castillo antes de la rehabilitación

En 1903 el ayuntamiento de la ciudad decidió desmantelarlo debido a que se encontraba en avanzado estado de ruina. Mientras que parte de sus piedras fueron utilizadas para la construcción de la plaza de toros (hoy desaparecida), otra parte de la fortaleza es cubierta de tierra. En 1913, sobre el solar en el que se asentaba una gran parte del vetusto castillo, se construyen los depósitos de agua para abastecer al Casco Viejo. A partir de ese momento, los restos visibles quedan reducidos a varios tramos de muralla, dos torreones y un contrafuerte en su cara norte.

Posee la catalogación de Bien de Interés Cultural bajo de la declaración genérica del Decreto de 22 de abril de 1949 y la Ley 16/1985 sobre el Patrimonio Histórico Español. 

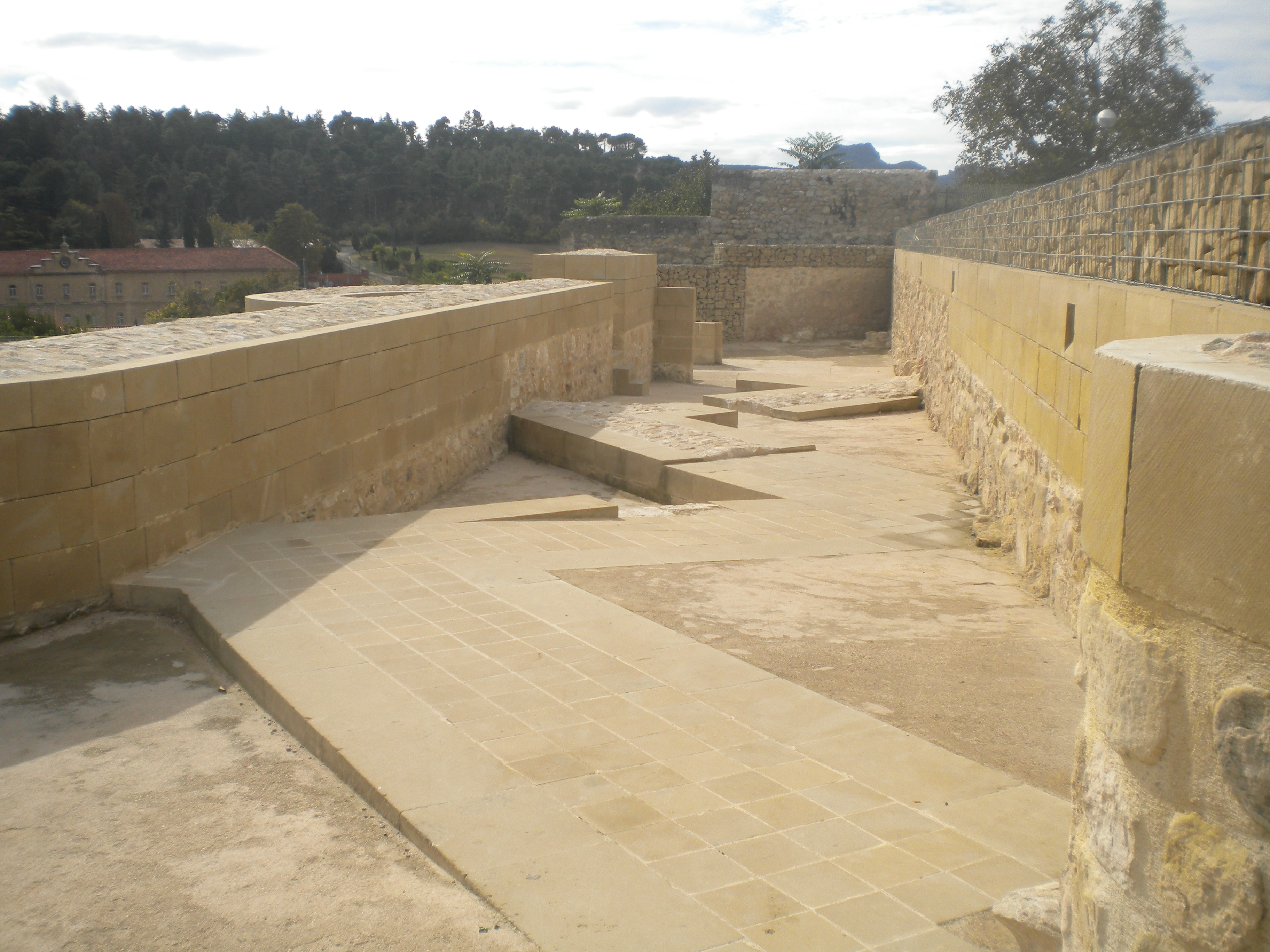
Redientes o revellínes de la antigua estructura del Castillo

En 1999, tras la celebración del IX Centenario del Fuero de Miranda de Ebro, la fortaleza saltó de nuevo a la actualidad, hasta tal punto que a comienzos del siglo XXI el Ayuntamiento aprobó una cuantía para su rehabilitación. En 2006 se realizaron las primeras excavaciones arqueológicas tras un acuerdo con la Universidad de Burgos.
Mediante ese estudio inicial, se redactó el Plan Director para la recuperación del Castillo de Miranda. En 2009 dieron comienzo los trabajos de excavación arqueológica con motivo del inicio de la rehabilitación de la fortaleza. Durante los mismos, fue posible ratificar la existencia de un asentamiento en La Picota del siglo VIII, lo que puede constituir los restos de la primitiva aldea de Miranda. Los siguientes pasos fueron la redacción del proyecto para la recuperación y puesta en valor de las primeras estructuras que se habían hallado. Gracias a la aportación económica de Fondos FEDER desde la Unión Europea, el Ayuntamiento, mediante el Plan Urban pudo hacer frente a las cuatro primeras fases del total de siete en las que se puede dividir el proyecto.

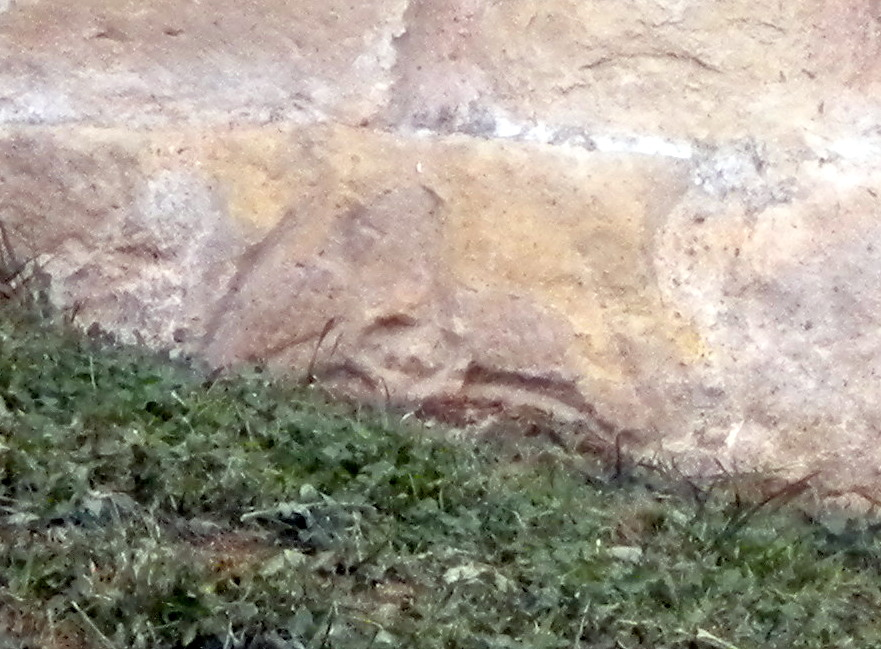
Dos palomas enfrentadas en un relieve románico de la antigua iglesia de Santa María en los muros del Castillo

En septiembre de 2011 dieron inicio las obras en el castillo, que se centraron en restaurar las estructuras visibles de las murallas, así como consolidar y poner en valor los restos arqueológicos encontrados. Los trabajos se llevaron a cabo en la zona de la barbacana y acceso al castillo y en el entorno de los muros norte y este, quedándose al límite de los que fue el cuartel interior del castillo. Aunque en un primer momento iba a mantenerse, se derribó el primitivo depósito de agua circular en desuso que se hallaba dentro de la fortaleza. Entre los hallazgos arqueológicos, aparecieron tumbas medievales y restos románicos seguramente relacionados con la primitiva iglesia de Santa María. Lo más sorprendente fue el hallazgo de estructuras de un castillo anterior levantado en el siglo XVI de traza italiana a modo de redientes o revellínes. También se ha recuperado parte del acceso por laberinto que ascendía por la ladera del cerro hasta el castillo.
Por otra parte, el proyecto incluía la movilidad y accesibilidad de lo recuperado, para lo cual se instaló un ascensor exterior que conecta con el Jardín Botánico, de modo que, mediante rampas y un segundo ascensor, se pueda acceder sin barreras arquitectónicas hasta el castillo. Las obras se completaron con otros aspectos como la iluminación nocturna y la musealización del conjunto. Como novedad, a lo largo de las obras de recuperación pudieron realizarse visitas a las mismas para ir conociendo los avances. En julio de 2013 finalmente se abrió al público el castillo, que ahora es visitable a través de un centro de interpretación, pasando de ser un elemento casi desconocido para la ciudadanía a ser uno de los referentes culturales y turísticos de la ciudad. Para un futuro queda la continuación del Plan Director para recuperar el interior de la fortaleza y el resto del perímetro que queda pendiente.
A finales del año 2019, tras semanas de intensas lluvias, apareció un agujero en la zona superior de la fortaleza, próximo a la batería de la reina. Las primeras investigaciones apuntaron a que se trataba de un estancia adjunta a la cárcel del castillo que se mantuvo enterrada desde la desmantelado y rellenado de tierra en 1903.

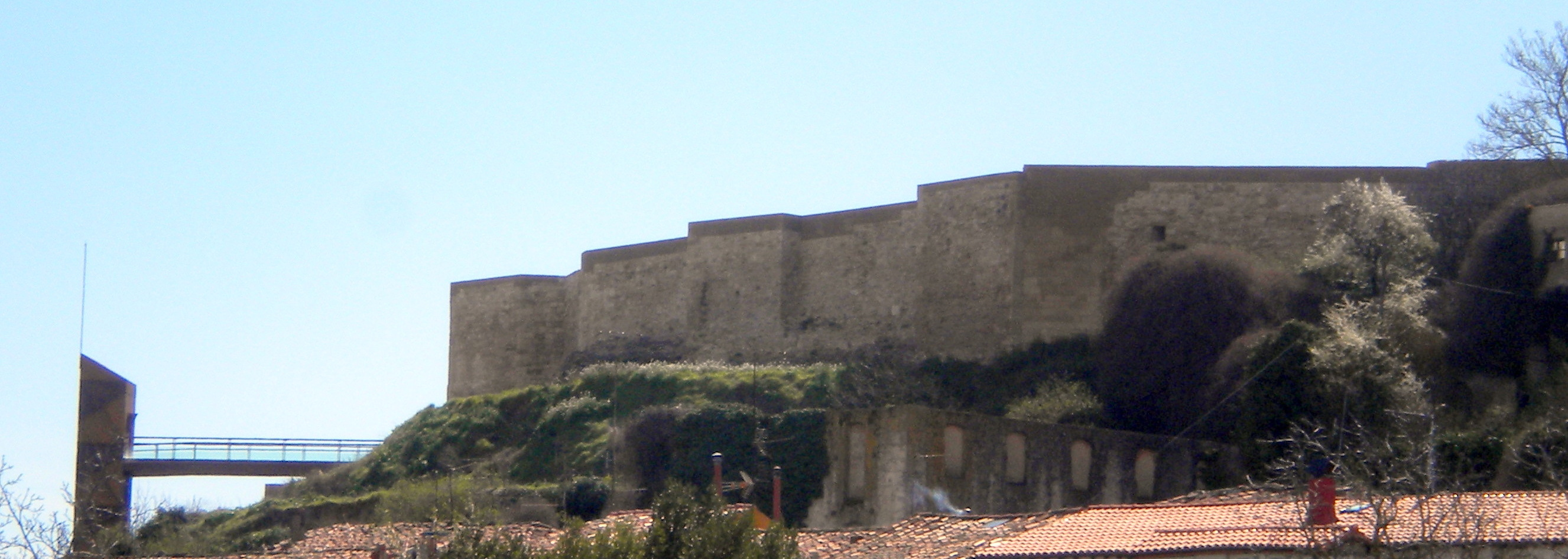
Vista del castillo desde el norte

## Descripción

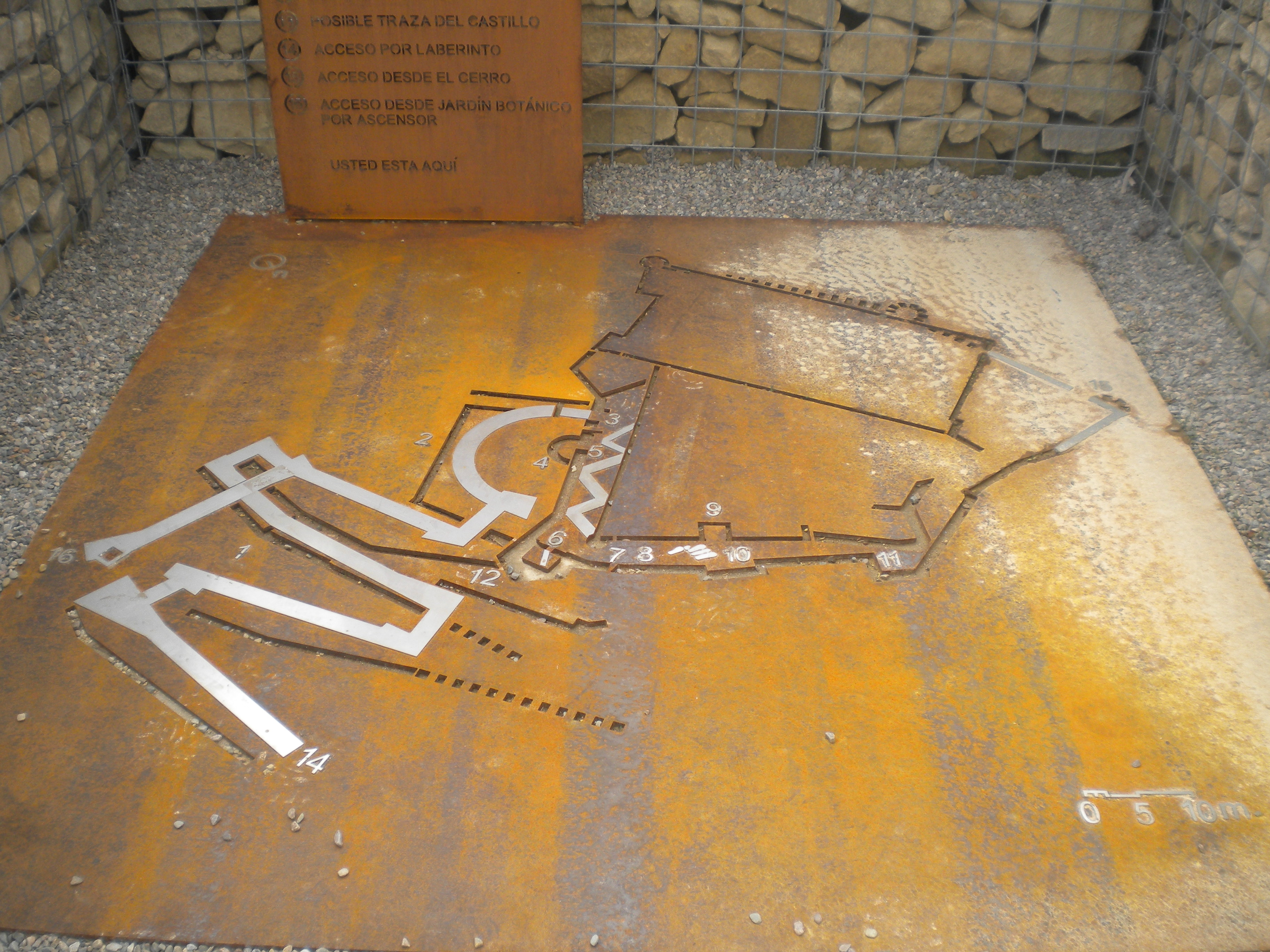
Plano guía del castillo tras la rehabilitación

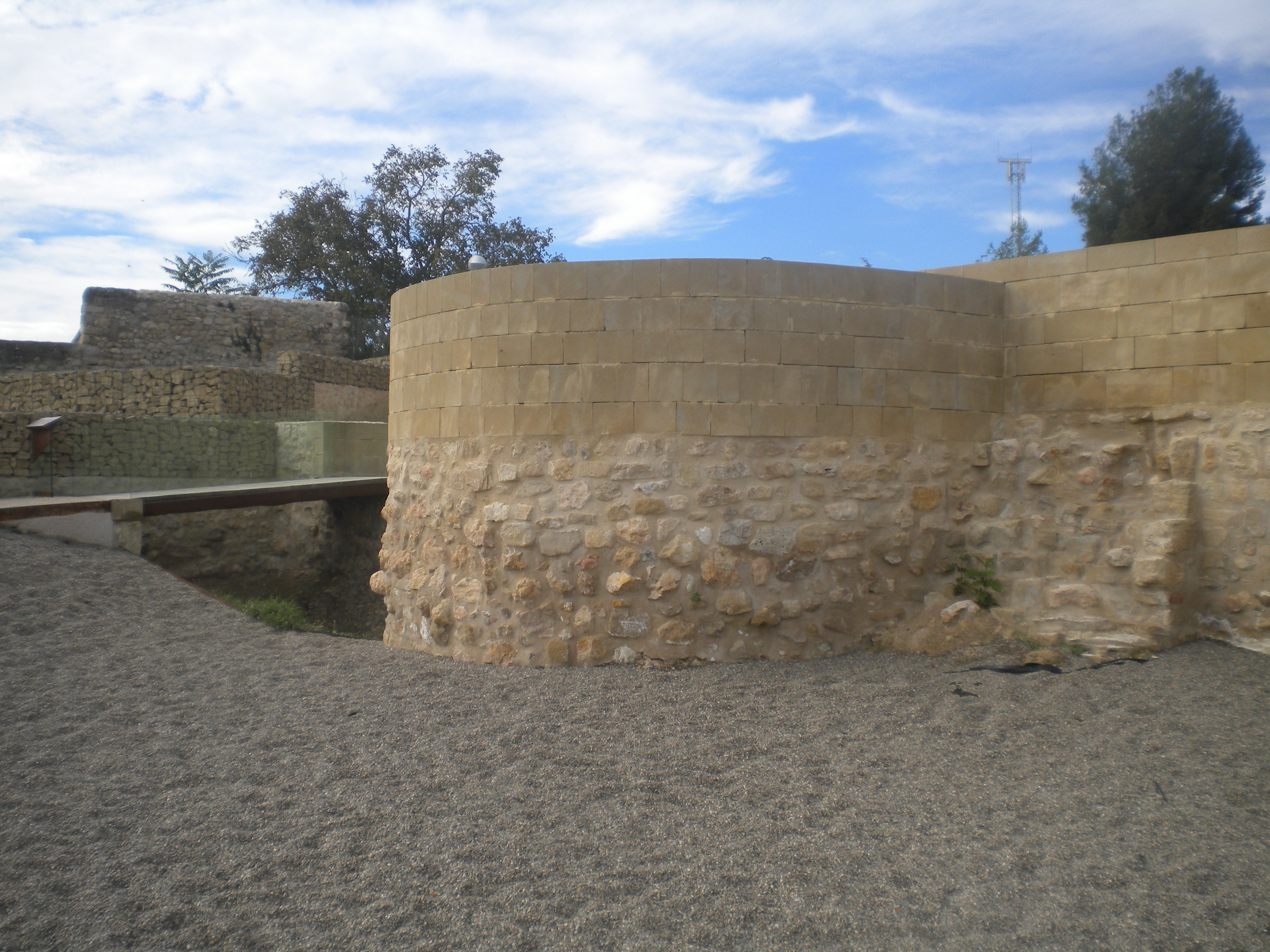
Torreón, puerta de acceso y foso

La planta más reciente del castillo tenía forma trapezoidal, con cuatro o cinco vértices. En los trabajos de recuperación se ha constatado la existencia de otras estructuras anteriores, como la que en el siglo XVI muestra un castillo de traza italiana con revellínes

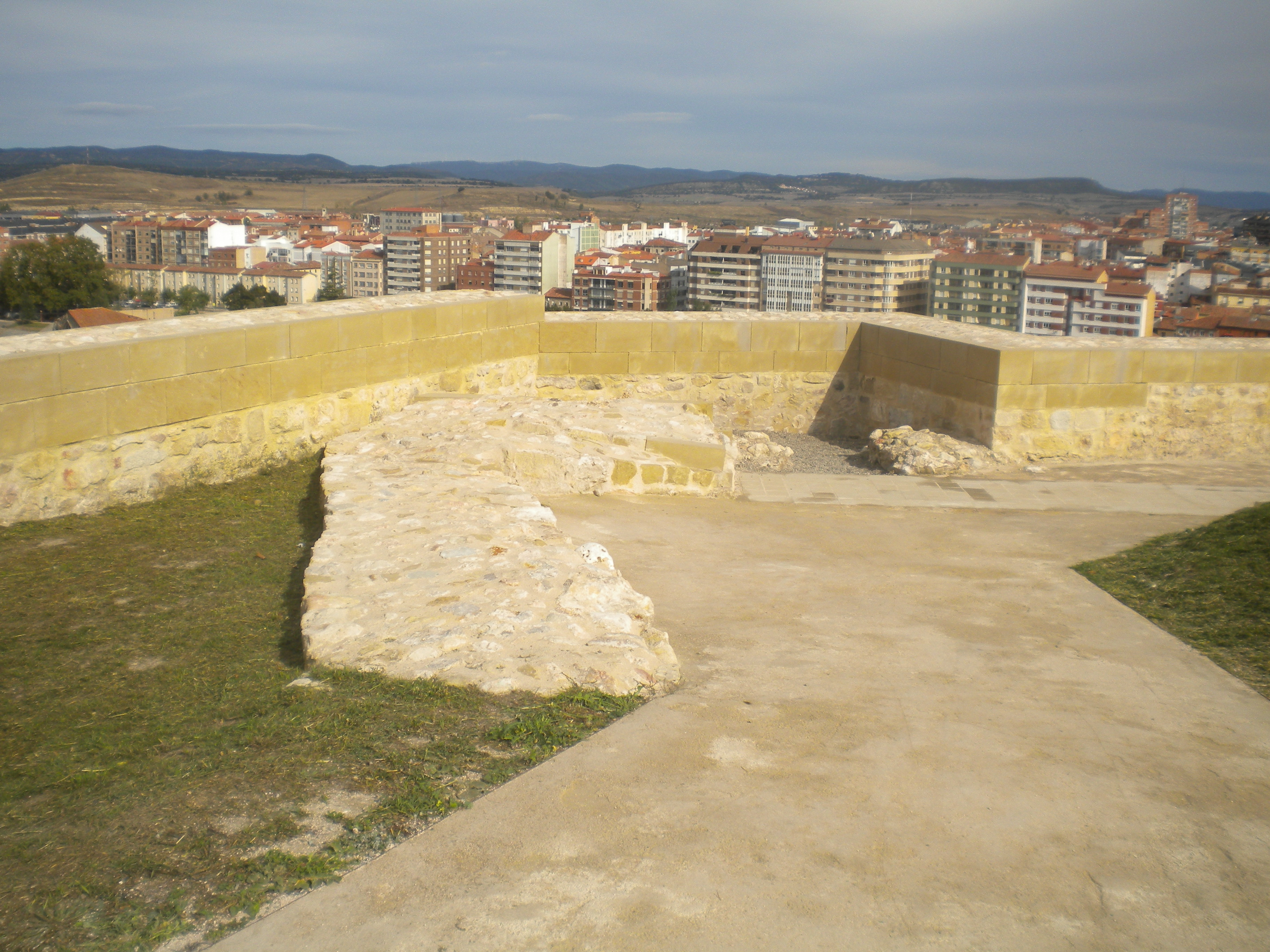
Interior de la Batería de la Reina y restos de un revellín del

Hoy día sólo es visible una parte de la fortaleza. Los lienzos norte y este son los que se pueden apreciar desde la ciudad, especialmente los torreones conocidos como la Batería del Rey y la Batería de la Reina. También se conserva, aunque oculto por la vegetación y en una finca privada, un torreón circular en el ángulo suroeste. La entrada a la fortificación era a través de una barbacana, que consistía en un pequeño sistema defensivo al que se accedía por un laberinto en zig-zag por la ladera del cerro. La puerta de entrada tenía dos accesos, uno para carros, más ancho, y otro para personas, protegidos ambos mediante un foso. También disponía de un foso en el lado oeste que mira hacia el resto del cerro de La Picota. Se desconoce la altura original de sus muros y si estaban rematados con almenas, ya que los restos conservados no se elevan mucho sobre la cota de suelo original.
Tal y como observamos en los restos, el castillo estaba construido en piedra de sillería, al menos los muros externos, ya que también se han encontrado restos de mampostería.

## Recuperación

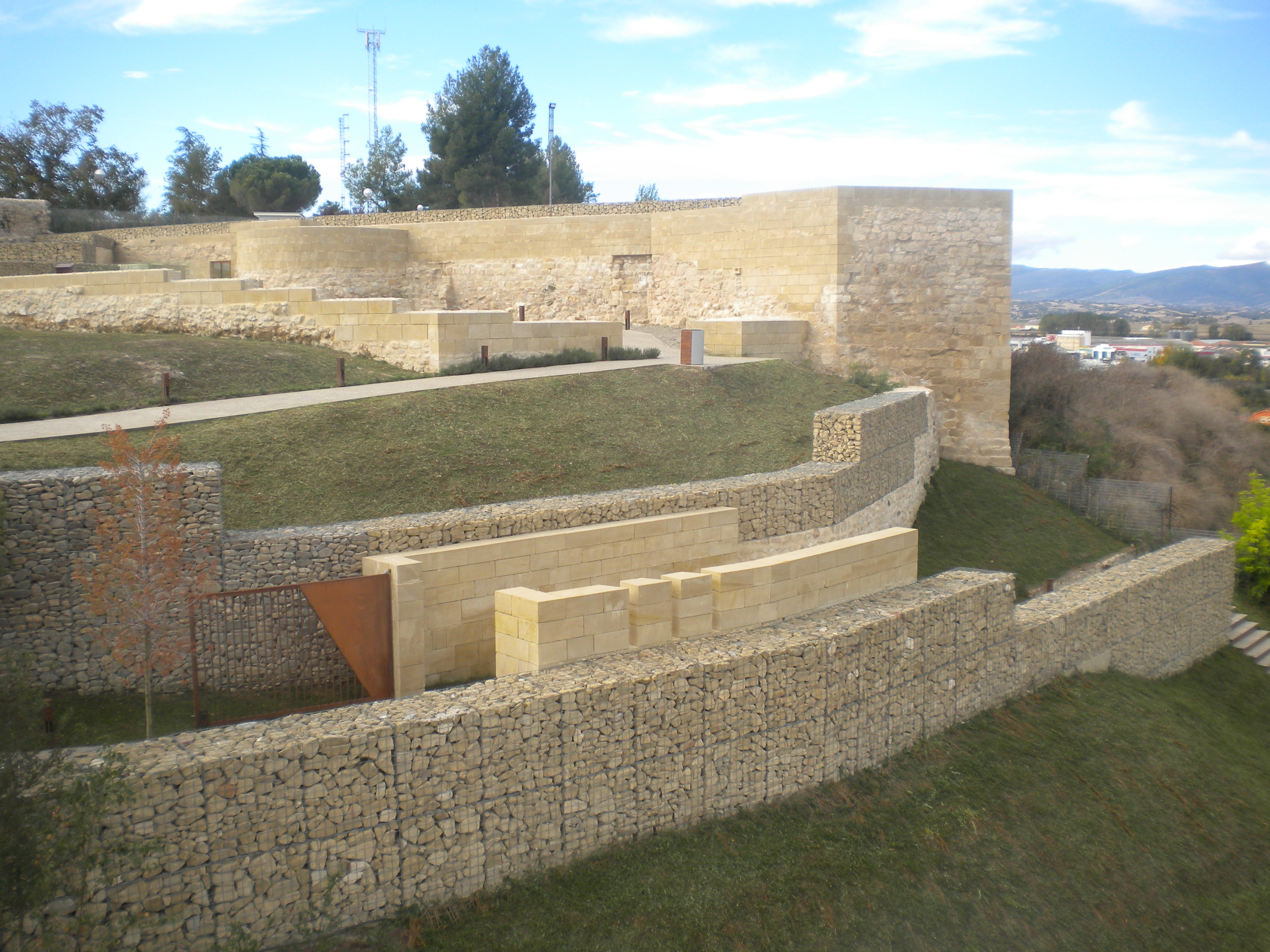
Vista del laberinto y acceso a la barbacana desde la pasarela del ascensor

Tras la casi desaparición y el desconocimiento de su existencia, los trabajos de estudio y recuperación del castillo en los primeros años del siglo XXI han hecho posible que se convierta en un elemento singular y reconocido en la ciudad de Miranda de Ebro. 

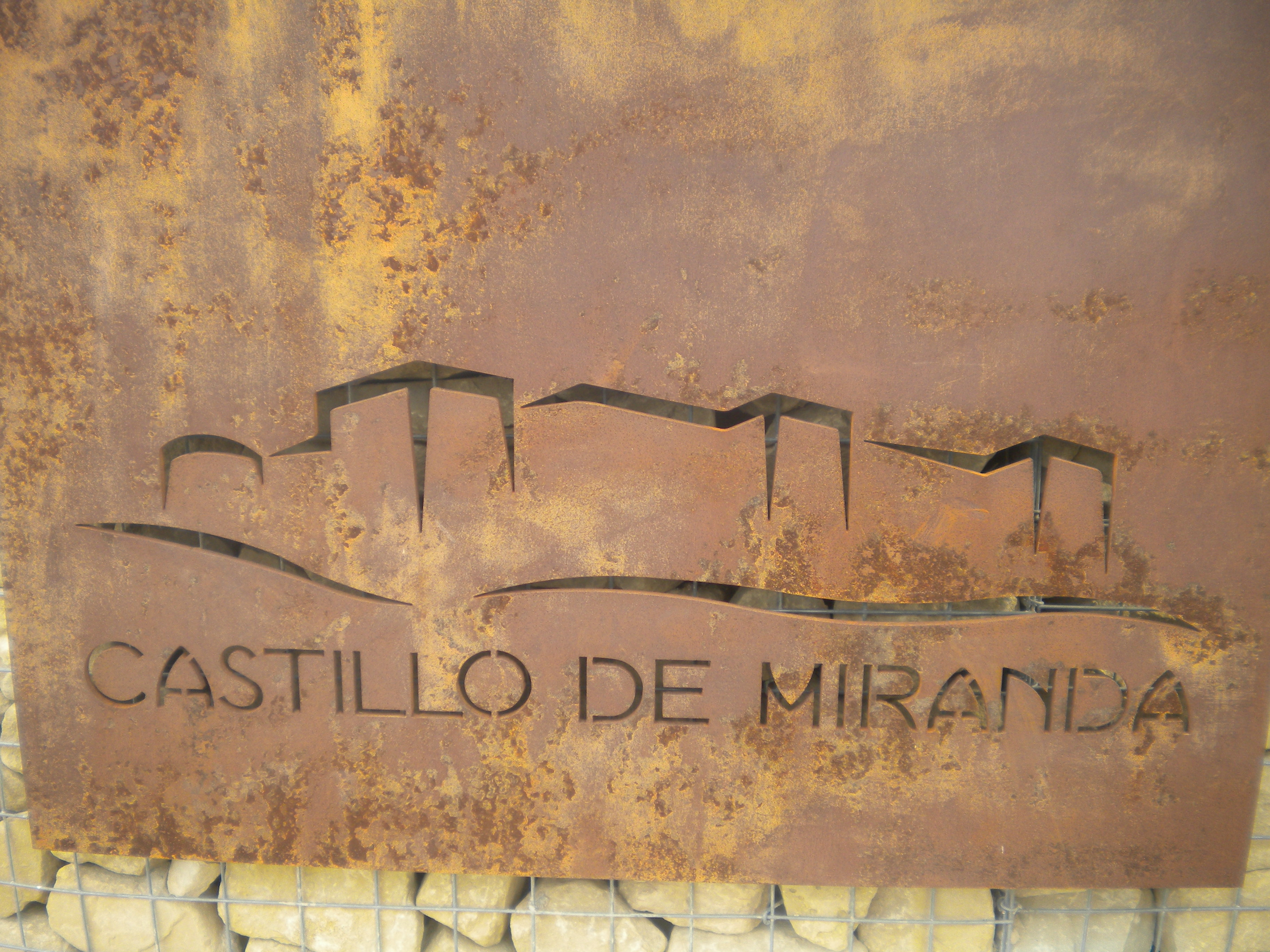
Logotipo del Castillo de Miranda

Los restos recuperados tan solo son visitables durante las horas de apertura al público. Al Castillo se accede a través del CIMA (Centro de Interpretación de Miranda Antigua) situado en la calle San Francisco del casco histórico. Desde el centro de recepción se inicia la visita que incluye las instalaciones del Jardín Botánico de Miranda de Ebro, situado en las terrazas de la ladera de La Picota, donde anteriormente tenían sus terrenos las Siervas de Jesús. Mediante un primer ascensor desde el CIMA al Jardín Botánico y por una serie de rampas se accede a un segundo ascensor, que mediante una pasarela conecta con la entrada a la barbacana del castillo.